# Віялохвістка білогорла
Віялохвістка білогорла (Rhipidura albicollis) — вид горобцеподібних птахів родини віялохвісткових (Rhipiduridae).

## Поширення
Вид поширений на південних схилах Гімалаїв, в М'янмі, Індокитаї, на півдні Китаю, на Малайському півострові, на Суматрі і Калімантані.

## Опис
Дрібний птах, завдовжки до 19 см. Оперення сланцево-сіре. Лицьова маска чорна з білими горлом та бровою. Темний віялоподібний хвіст, окантований білим кольором.